# Balham (Londen)
Balham is een gebied in het Londense bestuurlijke gebied Wandsworth, in de regio Groot-Londen.

## Geboren in Balham
- Margaret Rutherford (1892-1972), actrice
- Derek Fowlds (1937-2020), acteur
- Captain Sensible (1954), zanger en gitarist
- Ainsley Harriott (1957), tv-kok